# Megastylus annulatus
Megastylus annulatus är en stekelart som beskrevs av Dasch 1992. Megastylus annulatus ingår i släktet Megastylus och familjen brokparasitsteklar. Inga underarter finns listade i Catalogue of Life.